# Fermín Emilio Sosa Rodríguez
Fermín Emilio Sosa Rodríguez (Izamal, 12 de abril de 1968) é um prelado da Igreja Católica, diplomata mexicano, nomeado núncio apostólico para a Papua Nova Guiné.
A 31 de março de 2021 foi nomeado núncio apostólico para a Papua-Nova Guiné pelo Papa Francisco.
Em 17 de novembro de 2023, foi transferido para a nunciatura apostólica da Bolívia.